# سالن یادبود کلوز
تالار یادبود کلوز (به انگلیسی: Clowes Memorial Hall) که به طور رسمی به عنوان سالن یادبود کلوز دانشگاه باتلر شناخته می شود، یک سالن نمایش است که در محوطه دانشگاه باتلر در ایندیاناپولیس، ایندیانا، ایالات متحده آمریکا واقع شده است. این سالن  در ۱۸ اکتبر ۱۹۶۳ افتتاح شد و میزبان کنسرت های مهم، ارکسترها، موزیکال ها، نمایشنامه ها و سخنرانان مهمان است.

## ظرفیت صندلی
| منطقه صندلی | ظرفیت       |
| ----------- | ----------- |
| طبقه میانی  | ۱.۲۱۸ صندلی |
| تراس اول    | ۳۰۷         |
| تراس دوم    | ۲۸۹         |
| تراس سوم    | ۲۸۲         |
| پیت         | ۷۶          |
| ظرفیت کلی   | ۲.۱۷۲       |